# Luis Prol
Luis Adolfo Prol (22 de abril de 1945-30 de enero de 1996) fue un político y abogado argentino, que se desempeñó como Interventor Federal de la Provincia de Catamarca tras la destitución de Ramón Saadi por el presidente Carlos Saúl Menem, entre el 17 de abril y el 10 de diciembre de 1991, en medio del escándalo generado por el asesinato de María Soledad Morales. 
Su padre Luis era escribano y residía en Córdoba. Se recibió de Abogado en la Universidad Católica de Córdoba.
Militó en su juventud en Montoneros y fue detenido por el Proceso de Reorganización Nacional, pero fue liberado gracias a gestiones que hizo su padre.
Durante la gestión del presidente Menem ocupó diversos cargos públicos: Secretario de Empresas Públicas en 1990, Subsecretario de Energía, y Secretario de Desarrollo Social en 1995.